# Bockfließ
Bockfließ là một thị xã thuộc huyện Mistelbach trong bang Niederösterreich.